# Ng'uruhe
Ng'uruhe ist ein Verwaltungsbezirk (englisch Ward) des Distrikts Kilolo in der tansanischen Region Iringa.

## Geografie
Ng'uruhe ist ein Bezirk auf dem südlichen Hochland von Tansania etwa 40 Kilometer Luftlinie südlich der Regionshauptstadt Iringa. Der Bezirk grenzt im Norden an Mtitu, im Osten an Dabaga und Ng'ang'ange, im Südosten an Boma la Ng'ombe, im Südwesten an Kibengu und im Westen an Ukumbi. Bei der Volkszählung 2022 lebten 12.523 Menschen in 3164 Haushalten auf einer Fläche von 238 Quadratkilometern.

## Gliederung
Der Bezirk besteht aus fünf Gemeinden (swahili Mtaa) mit 35 Orten (Kitongoji):
| Ng'uruhe - Mtwangikalala - Msengela A - Msengela B - Luhagati - Mwiluti - Itimbwi - Mhuka - Luwona - Mwibufu - Uhanzinyi | Kihesa Mgagao - Mtanga - Igongo - Kihesa - Iboya - Ifiga Ofisini - Mifugo - Mtitu | Masege - King'wang'ulo - Nyautwa - Luwinda - Lulindi - Kipebeta - Masege Kati | Lukani - Isengavakiva - Godauni - Magdava - Kilimahewa - Mjimwema - Chamani - Ipogolo | Isuka - Isuka - Wilolesi - Mifugo - Kihanga - Ngongwa |

## Infrastruktur
- Bildung: Im Bezirk liegen zwei weiterführende Schulen.[7] Die Makwema Secondary School ist eine staatlicher Schule, die rund 300 Mädchen und Burschen bis zur 4. Stufe ausbildet.[8] Die Internatsschule Pomerini Secondary School wird von der evangelischen Kirche geführt und bietet eine Ausbildung bis zur 6. Stufe.[9]
- Gesundheit: In den Gemeinden Ng'uruhe,[10] Kihesa Mgagao,[11] Masege[12] und Lukani[13] liegt je eine staatliche Apotheke.